# Louis Truchy
Louis Truchy, né peut-être en 1731 à Paris et mort en 1764 à Londres, est un graveur français.

## Biographie
Louis Truchy naît peut-être en 1731 à Paris,.
Il s'installe à Londres où il travaille principalement pour des libraires, dont Boydell.
Avec Antoine Benoist il est engagé par le peintre anglais Joseph Highmore pour graver sa série Pamela en 1743.
Louis Truchy meurt en 1764 à Londres.

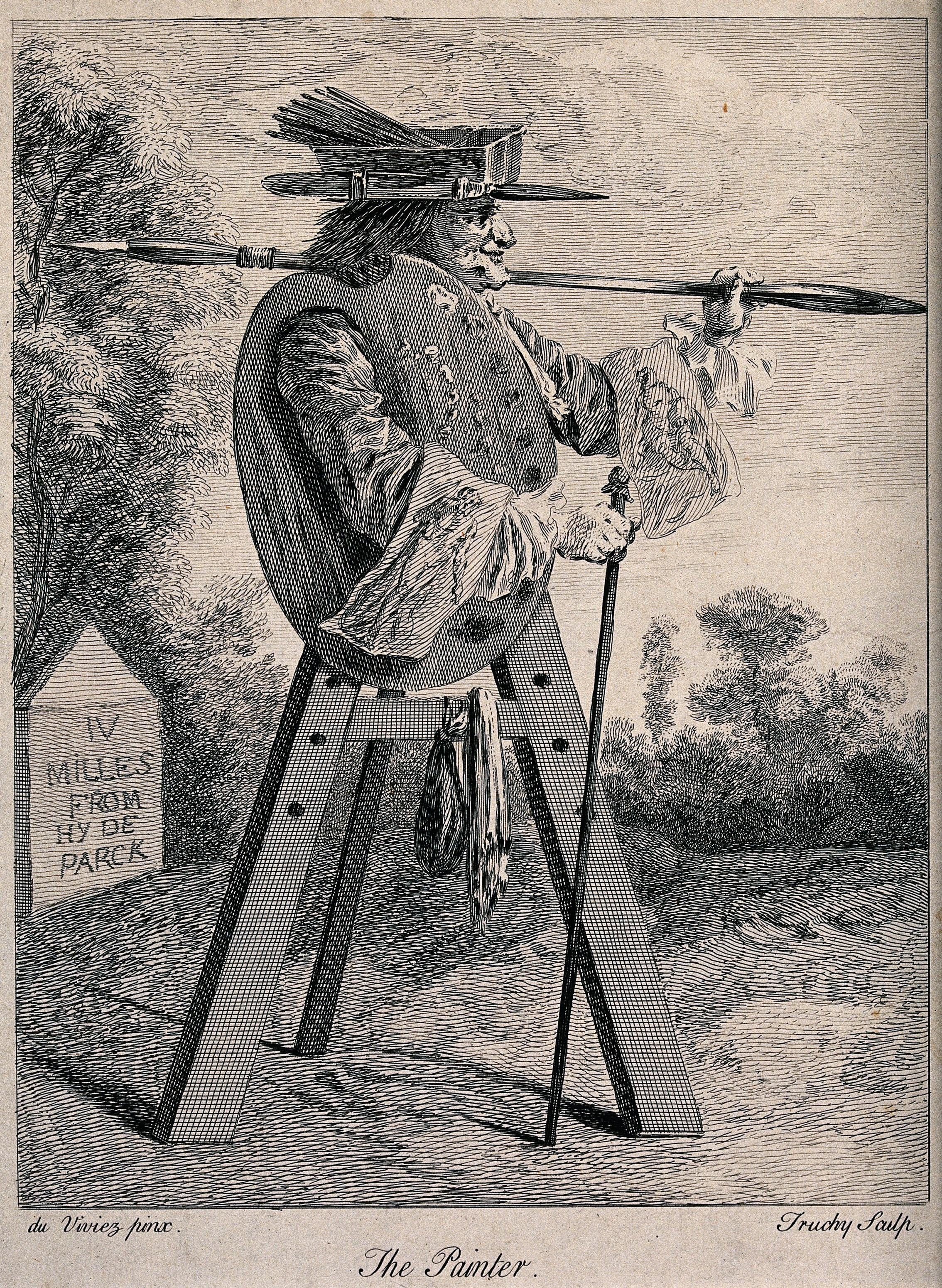
An artist's easel with the figure of a man holding a large paint brush, gravure d'après un certain du Viviez (Wellcome Collection).
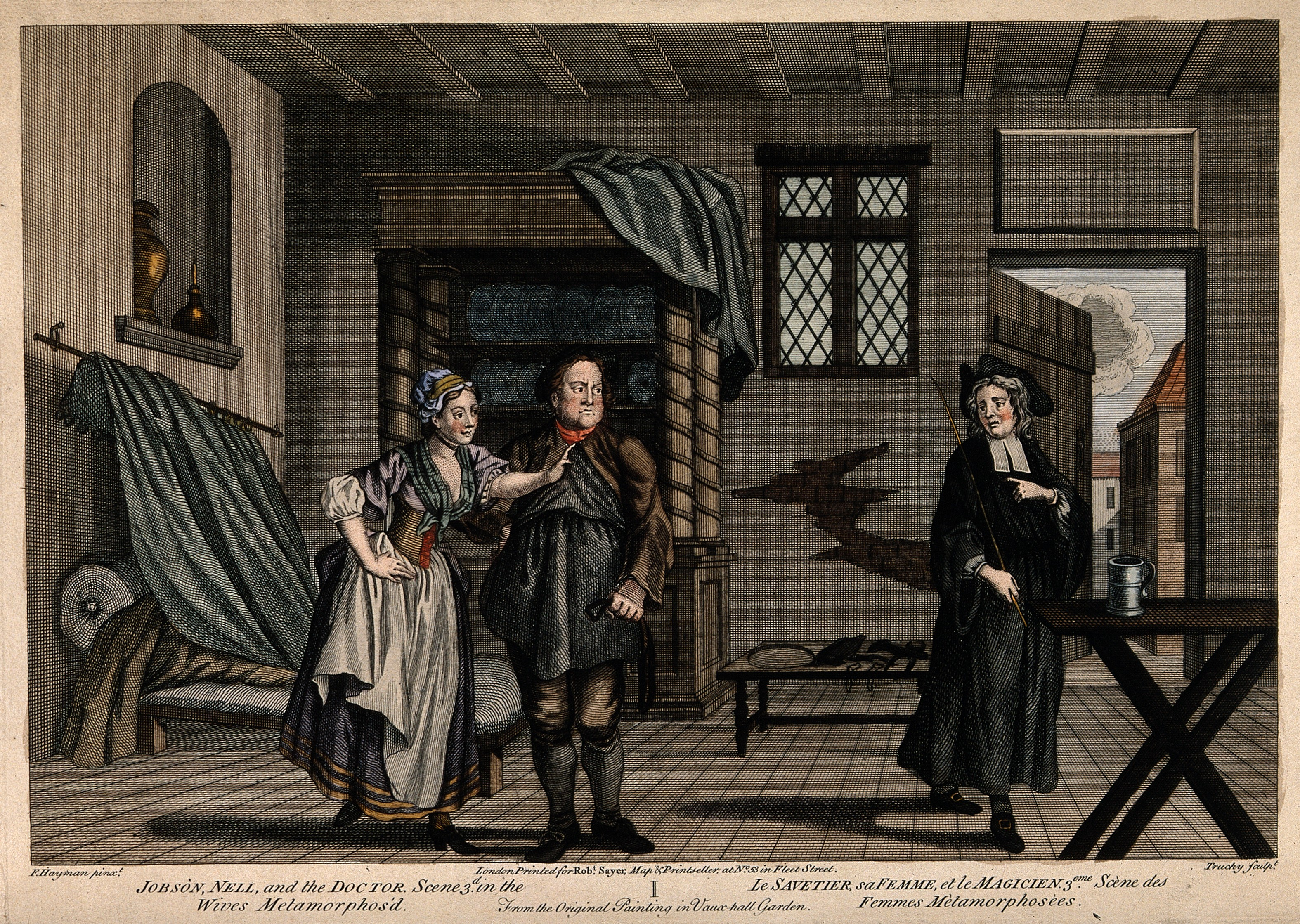
A disagreement between a woman, her husband a cobbler, and a clergyman, gravure en couleurs d'après Francis Hayman (Wellcome Collection).
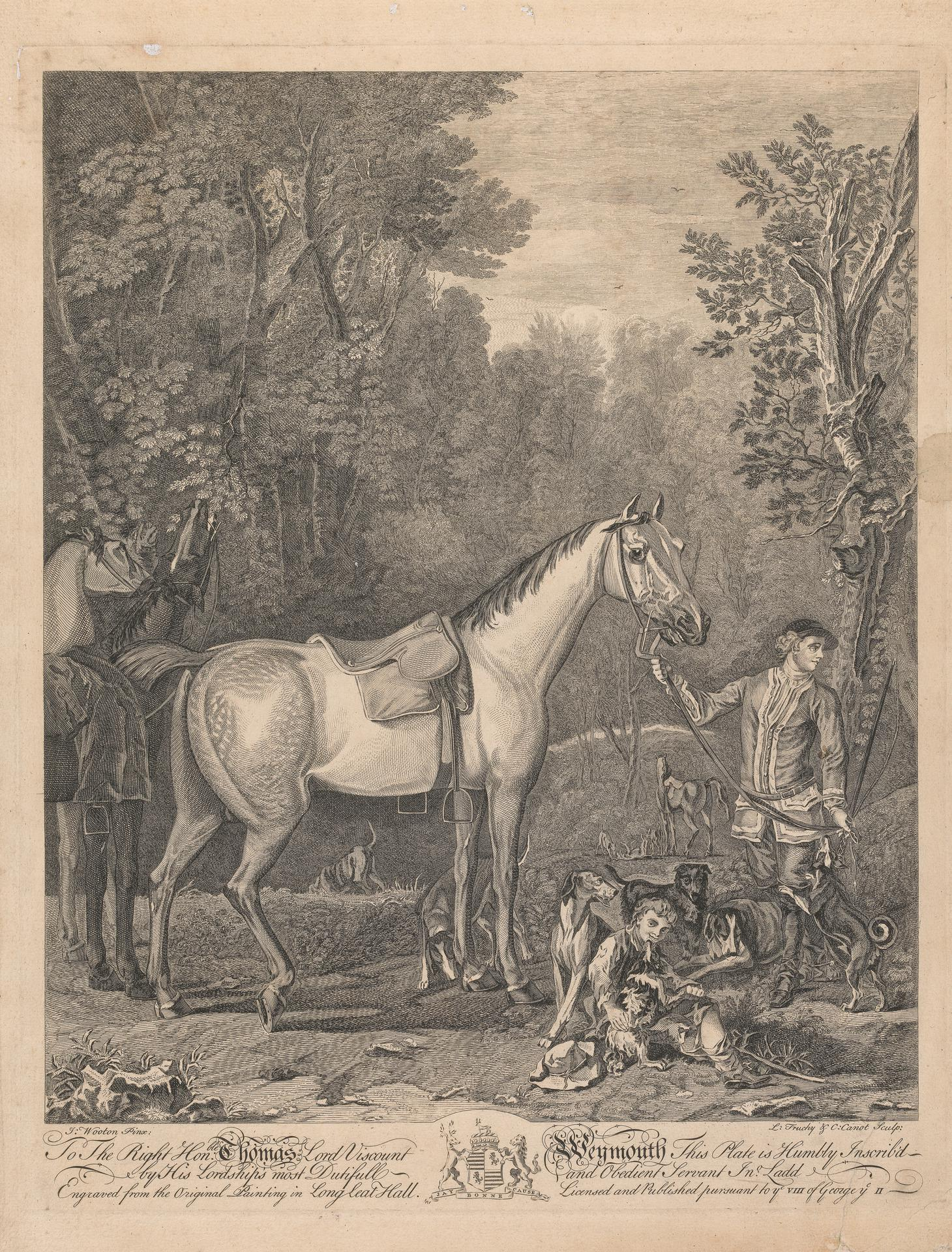
(Série de sept estampes sans titre, Centre d'art britannique de Yale).
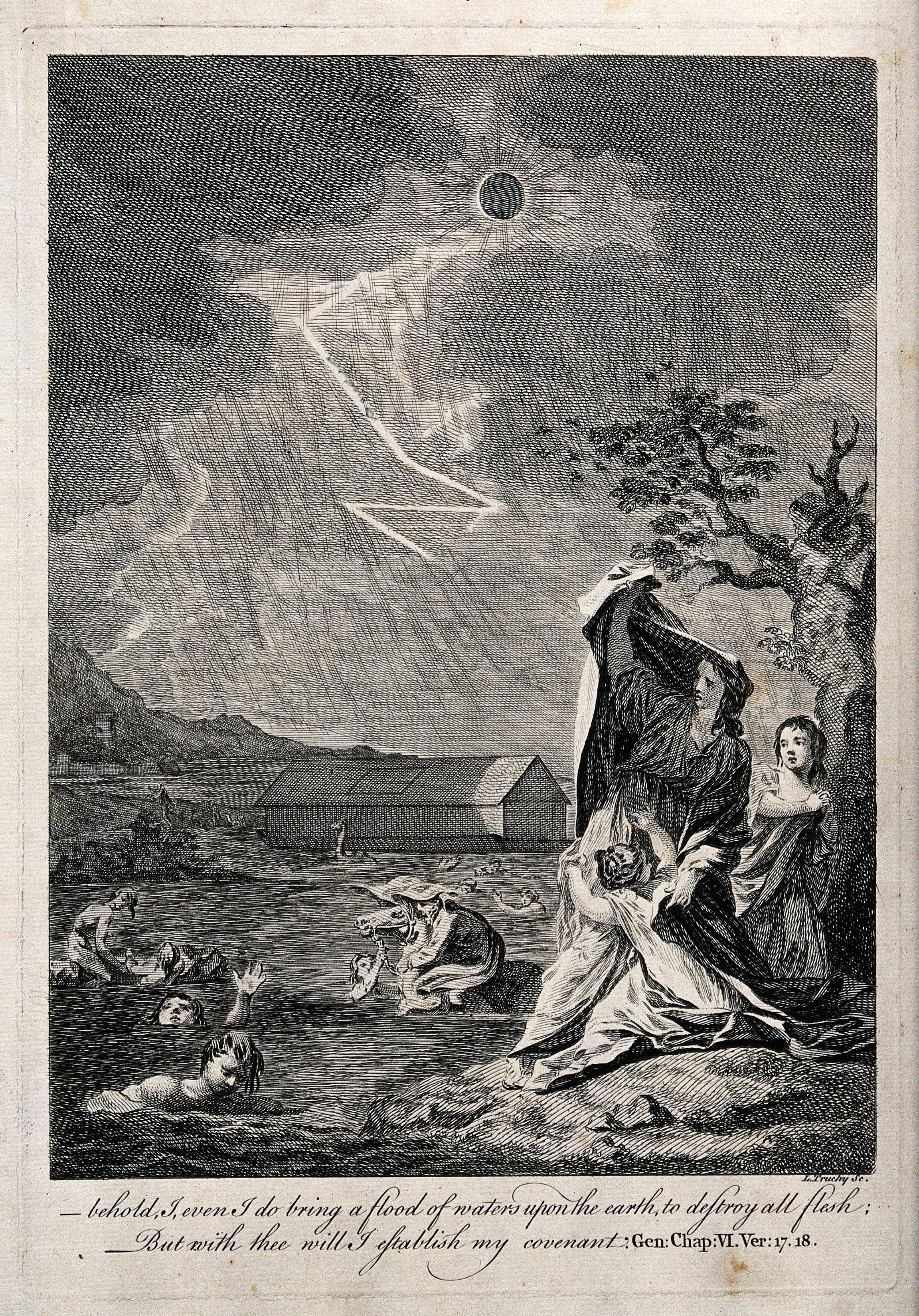
Women shelter in fear by a tree, as the deluge sweeps the land (Wellcome Collection).